# Lusarat
Lusarat (in armeno Լուսառատ?, fino al 1968 Khor Virap o Shikhlar) è un comune dell'Armenia di 2 780 abitanti (2008) della provincia di Ararat.
Sul suo territorio è situato il monastero di Khor Virap.